# Ситнік Денис Леонідович
Дени́с Леоні́дович Си́тнік (нар. 14 жовтня 1986 Київ, СРСР) — український футболіст, півзахисник футбольного клубу «Динамо» (Фастів).

## Спортивна біографія
Народився у місті Київ. Вихованець ДЮСШ-15 у місті Київ. Перший тренер — Юрій Володимирович Ковальов. В ДЮФЛ виступав за київські ДЮСШ-15 і «Локомотив-МСМ-ОМІКС». На аматорському рівні за «Спартак-МАСТ» з Броварів.
Влітку 2007 року потрапив в луганський «Комунальник», де розпочав виступи на професійному рівні. У сезоні 2007/2008 в другій лізі першості України Ситнік провів 13 матчів і забив 1 гол. «Комунальник» у тому сезоні переміг і вийшов у першу лігу. У 2008 році провів 2 матчі і забив 2 голи в аматорському Кубку України за «Світанок» із села Ковалівка Васильківського району Київської області.
Взимку 2009 року перейшов в «Гірник-Спорт» з Комсомольська на запрошення Юрія Малигіна. У команді у Другій лізі всього зіграв 16 матчів і забив 1 гол. Зіграв 2 матчі в Кубку української ліги, за підсумками турніру «Гірник-Спорт» дійшов до фіналу де його «Гірник-Спорт» поступився вінницькій «Ниві» (4:0).
Взимку 2010 року йому запропонували продовжити кар'єру в Ісландії, Денис Ситник перейшов в клуб «Вестманнаейя» з однойменного острова. У чемпіонаті Ісландії дебютував 11 травня 2010 у виїзному матчі проти «Фрама» (2:0), Ситник провів весь матч.
Влітку 2011 року відбувся дебют Дениса Ситніка в Лізі Європи УЄФА проти ірландського «Сент-Патрікс», якому ісландці програли з рахунком 1:2 за сумою двох матчів у попередньому кваліфікаційному раунді.
У квітні 2012 року уклав з футбольним клубом «Петролул» (Плоєшті) контракт терміном на один місяць з умовою пролонгації у випадку невильоту клубу з Вищої ліги Румунії. Вже у липні того ж року, після зміни керівництва і тренерського штабу покинув клуб, тому що новий тренер не розраховував на нього.
У 2013 році грав за нижчолігові «Діназ» та «Титан», після чого повернувся до Ісландії, погравши там за «Гріндавік» та «Троттур».
У 2014 році переїхав до чемпіонату Мальти, підписавши контракт з «Марсаскалою». У 2015 році був відданий в оренду ісландському «Сельфоссу».
У 2016 році грав за середняків мальтійського футболу ― «Сенглі Атлетік» і «Лука Сент-Ендрюс».
У 2017 році виступав за бахмацький «Агродім», після чого на рік повернувся на Мальту, догравши сезон 2017/18 у «Сент-Ендрюс».
У 2018 році повернувся до України, де виступав за аматорські «Десну», «Денгофф», «Джуніорс».
У 2021 році перейшов до фастівського «Динамо».

## Титули та досягнення
- Бронзовий призер чемпіонату Ісландії (2): 2010, 2011
- Переможець групи «Б» другої ліги першості України: 2007/2008
- Фіналіст кубка Ліги України: 2009/2010
- Фіналіст Кубка Ісландії: 2011